# Осколков, Владимир Алексеевич
Влади́мир Алексе́евич Осколков (7 июля 1962) — советский и российский футболист, защитник, тренер. Мастер спорта СССР.

## Карьера
Воспитанник ДЮСШ города Кимры. Выступал за команды «Волга» (Тверь), «Ротор» (Волгоград), «Тилигул», «Текстильщик» (Камышин).
После завершения карьеры игрока тренирует юношеские команды Тверской области.

## Достижения
- Серебряный призёр первой лиги СССР: 1988 (выход в высшую лигу).